# François Migoret-Lamberdière
François Migoret-Lamberdière (* 28. August 1727 in Lassay-les-Châteaux; † 21. Januar 1794 in Laval, Département Mayenne) war ein französischer Priester, der während der Französischen Revolution zum Tode verurteilt und mit der Guillotine enthauptet wurde. Er wird in der römisch-katholischen Kirche als Seliger verehrt.

## Leben
François Migoret-Lamberdière war der Sohn von André Migoret, Sieur de la Lande, Sieur de la Lamberdière, Gerichtsvollzieher in Lassay, und dessen Ehefrau Marie Cosseron. Er trat 1751 in den Franziskanerorden ein, 1752 wurde er Seminarist in Domfront. Das Sakrament der Priesterweihe empfing er 1753 und war danach Vikar und Direktor der kleinen Pfarrschule in Oisseau bei Mayenne. 1777 wurde Migoret-Lamberdière Pfarrer in Rennes-en-Grenouilles bei Mayenne. Nach einem Schlaganfall gelähmt, konnte er bis 1792 in seiner Pfarrei bleiben, nachdem er den Eid auf die Zivilverfassung des Klerus abgelegt hatte, den er später jedoch widerrief. Seit 1792 wurde er mit dreizehn anderen Priestern und einigen Ordensfrauen im Kloster Patience in Laval festgehalten. Nachdem ab dem 9. Januar 1794 jegliche Religionsausübung in Frankreich verboten wurde, wurden François Migoret-Lamberdière und seine Mitbrüder am Morgen des 21. Januar 1794 von Migoret-Lamberdières ehemaligem Schüler Jean-Baptiste Volcler angeklagt und verurteilt. Vor der Revolutionskommission erkannte Migoret-Lamberdière seinen ehemaligen Schüler und bezichtigte diesen mit Nachdruck der Undankbarkeit und der Treulosigkeit.
Noch am selben Tag wurden die vierzehn Priester durch die Guillotine hingerichtet. Ihre Körper wurden auf einer Wiese am Croix Bataille außerhalb der Stadt verscharrt. Die Wahl des Datums 21. Januar war kein Zufall, vielmehr stand dahinter die Absicht, den Jahrestag des Todes von Ludwig XVI. zu „feiern“.

## Nachwirkung
Die sterblichen Überreste der vierzehn Priester wurden 1816 exhumiert und in die Kirche Notre-Dame im Stadtteil Avesnières von Laval überführt. Am 19. Juni 1955 sprach Papst Pius XII. die vierzehn Märtyrer von Laval selig.